# Bitz
Bitz település Németországban, azon belül Baden-Württembergben. Lakosainak száma 3767 fő (2023. december 31.). Bitz Burladingen, Albstadt, Winterlingen és Neufra községekkel határos.

## Népesség
A település népessége az elmúlt években az alábbi módon változott:
| Lakosok száma | 3372 | 3627 | 3638 | 3758 | 3785 | 3767 |
|               | 1975 | 2017 | 2019 | 2021 | 2022 | 2023 |